# William Harvell
William Gladstone Harvell (Farnham, 25 de setembro de 1907 — Portsmouth, 13 de maio de 1985) foi um ciclista britânico, que era ativo durante o início dos anos 30 do século XX.
Em 1932, ele participou nos Jogos Olímpicos de 1932, em Los Angeles, onde ganhou uma medalha de bronze na prova de perseguição por equipes (4000 m), juntamente com Frank Southall, Charles Holland e Ernest Johnson.